# JR東日本215系電車
215系電車（215けいでんしゃ）は、かつて東日本旅客鉄道（JR東日本）が保有していた直流近郊形電車。1992年（平成4年）から1993年（平成5年）にかけて10両編成4本（40両）が製造された。

## 概要
増加する東海道線の中距離通勤に対応し、着席サービスと並行する貨物線を活用した速達サービスを提供するためのライナー列車「湘南ライナー」・「湘南新宿ライナー（→おはようライナー新宿・ホームライナー小田原）」で運用されることを目的として開発された。両先頭車を除く全車が2階建車両で、普通車1両の座席定員は最大で120名、1編成で1010名である。
デザインは剣持デザイン研究所が担当した。1992年にグッドデザイン賞を受賞した。

## 構造

### 車体
211系（サロ212形・サロ213形）や113系（サロ124形・サロ125形）、415系クハ415-1901を元に設計されたオールステンレス車体で、前頭部は普通鋼製となっている。出入口は普通車は幅900mmの片開き扉を、グリーン車は幅800mmの片開き扉をそれぞれ片側2か所に設けている。
エクステリアは「ジェントル&ノーブル」を基本コンセプトに、幕板部をベージュ■、2階窓周りをダークグレー■とし、扉部をあずき色■としている。先頭の鋼製部分は白く塗装し、アクセントとして貫通扉はあずき色に、運転台窓周りはグレーを前面から側面に掛けて巻いている。なお、貫通扉や車体側面には、「Double Decker Liner」の略である「DDL」の文字を図案化したロゴが貼られている。
10両編成のうち両端の各2両（計4両）を電動車（クモハ215形 - モハ214形。それぞれ定員64名、120名）とし、中間の6両はすべて付随車の4M6T構成となった。
両端の電動車ユニットの基本設計は同一で、下り熱海方は方向転換する形で組み込み、上り東京方を100番台、下り方を0番台としている。制御電動車は、機器を集中搭載するため通常の平屋構造の車両と同様にフラットな台枠構造とされ、床下に機器を搭載するとともに2階部分の床下台枠上も機器を搭載している。
パンタグラフはクモハ215形の車端部にPS24形を装備しており、中央本線小仏トンネルなどの小断面で狭小なトンネル通過に対応したものである。中間の付随車は、普通車はトイレ付のサハ215形（定員111名）を3・8号車に、トイレなしのサハ214形（定員120名）を6・7号車とし、グリーン車はトイレありのサロ215形が5号車、トイレなし・車掌室付きのサロ214形が4号車に連結されている（いずれも定員90名）。トイレ付車両はいずれも熱海方にトイレがある。第2編成以降、サハ215形はATC搭載の関係でATC用速度発電機とジャンパ連結器を装備し上り東京方を100番台、下り方を200番台としている。第1編成についてはATC搭載後も改番されなかった。
当初は5両編成の付属編成の製造も計画されており、付属編成上り方の先頭車がTcとなる2M3Tとなる予定であったが実現しなかった。

### 車内
普通車の座席はすべて、シートピッチ1460mmのボックス式クロスシートであり、253系の普通車で採用されたフランス・コンパン社製の座席である。グリーン車は211系と同じリクライニング式のシートが装備されている。
サハ215形の熱海方にある2D席は車椅子対応座席のため、2C席が欠番となっている。

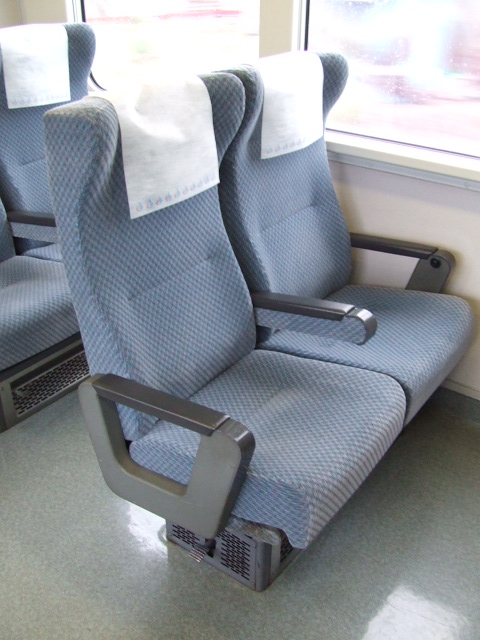
グリーン席
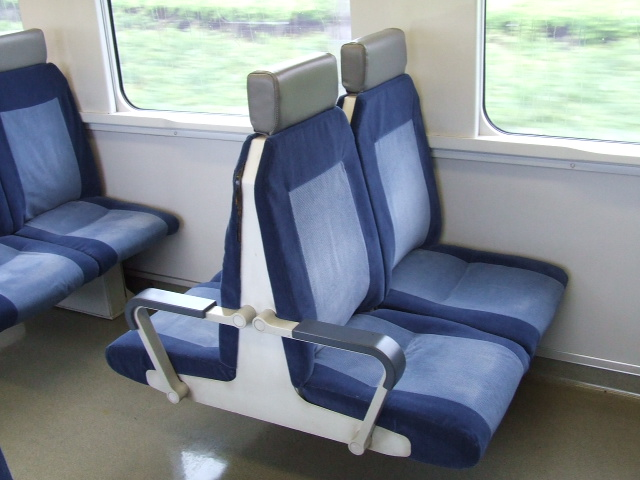
普通席
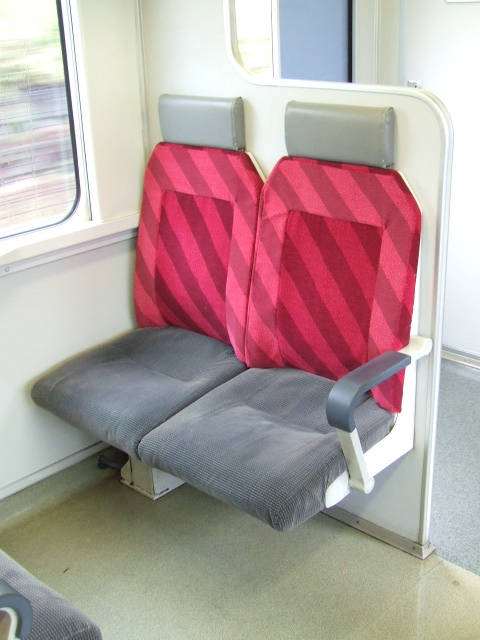
優先席（普通車の一部の座席）

### 機器類
211系に準じた界磁添加励磁制御で、主電動機 (MT61)・歯車比 (1:5.19) も同一であるが、最高運転速度120km/hと車体重量増に対応するため、抵抗短絡後の電流落ち込み値を高く設定して211系と同一の起動加速度を確保している。あわせて弱め界磁率を35%から30%へと変更して高速性能を確保し、台車にヨーダンパを装備している。補助電源装置は211系のブラシレスMGから静止形インバータに変更された。
保安装置はATS-SNとATS-Pが装備された。1993年に落成した第2編成以降は、品川駅から東京トンネルを通過し東京（地下）駅へ乗り入れるためATC-5を装備して落成したが、2004年（平成16年）に東京トンネル内のATCが廃止しATS-Pとなったため以降は使用されていなかった。耐寒耐雪構造は取られておらず、後述する中央本線における臨時列車の運用は春季から秋季までであった。

#### 量産化改造
2次車（第2編成以降）の落成に伴い、1次車（第1編成）は1993年（平成5年）12月上旬から翌1994年（平成6年）2月中旬にかけて大井工場（現・東京総合車両センター）で量産化改造が実施された。主な内容は、先頭車では側構体を切り欠いて機器搬入用の点検カバーを新設、車内は蓄電池を移設し、2次車に合わせたATC-5形を設置したほか、運転台にはATC機器を追加した。中間車では速度発電機と引き通し線を追加する大規模な改造が実施された。

## 編成表
|                   |                 | ← 新宿・東京 小淵沢小田原・熱海 新宿 → \|rowspan="5"\|竣工 |                |                |                |                 |                |                |                  |      |        |                |
| クモハ215 （Mc1） | モハ214 （M'1） | サハ215 （T1）                                             | サハ214 （T'） | サハ214 （T'） | サロ215 （Ts） | サロ214 （T's） | サハ215 （T2） | モハ214 （M'） | クモハ215 （Mc） |      |        |                |
| 諸元              | 車内設備        | 運転室                                                     | TEL            | ,WC            |                |                 | WC             | 車掌室,TEL     | ,WC              | TEL  | 運転室 |                |
| 諸元              | 車両定員（人）  | 64                                                         | 120            | 111            | 120            | 120             | 90             | 90             | 111              | 120  | 64     |                |
| 諸元              | 車両重量（t）   | 42.0                                                       | 38.0           | 35.0           | 34.5           | 34.5            | 35.0           | 34.5           | 35.0             | 38.0 | 42.0   |                |
| 編成番号          | NL-1            | 101                                                        | 101            | 1              | 1              | 2               | 1              | 1              | 2                | 1    | 1      | 1992年3月24日  |
| 編成番号          | NL-2            | 102                                                        | 102            | 101            | 3              | 4               | 2              | 2              | 201              | 2    | 2      | 1993年10月12日 |
| 編成番号          | NL-3            | 103                                                        | 103            | 102            | 5              | 6               | 3              | 3              | 202              | 3    | 3      | 1993年10月25日 |
| 編成番号          | NL-4            | 104                                                        | 104            | 103            | 7              | 8               | 4              | 4              | 203              | 4    | 4      | 1993年11月2日  |

凡例
- ：車椅子対応座席
- WC：トイレ、TEL：公衆電話
- 走行機器はクモハ215形にパンタグラフ、主制御器、補助電装置、空気圧縮機、蓄電池を搭載（中間車はなし）

## 運用
1992年に落成したNL-1編成は、田町電車区に配置され、同年4月20日から平日朝晩の「湘南ライナー」1往復および平日日中の快速「アクティー」で運用を開始した。

2次車落成後の1993年12月1日以降は、「湘南ライナー」2往復および「湘南新宿ライナー」1往復に運用が拡大され、日中の快速「アクティー」にも全面的に使用を開始した。休日は行楽用の「ホリデー快速ビューやまなし」として中央本線でも運転されるようになった。1998年（平成10年）3月14日のダイヤ改正から新宿発着の東海道本線・横須賀線方面への土曜・休日運行の快速列車として運行されるホリデー快速「ビュー湘南」・「ビュー鎌倉」にも充当された。2001年（平成13年）1月1日に山手線で臨時列車「21世紀記念列車・215（GO）号」（にじゅういちゴー）が本系列を使用して運転された。

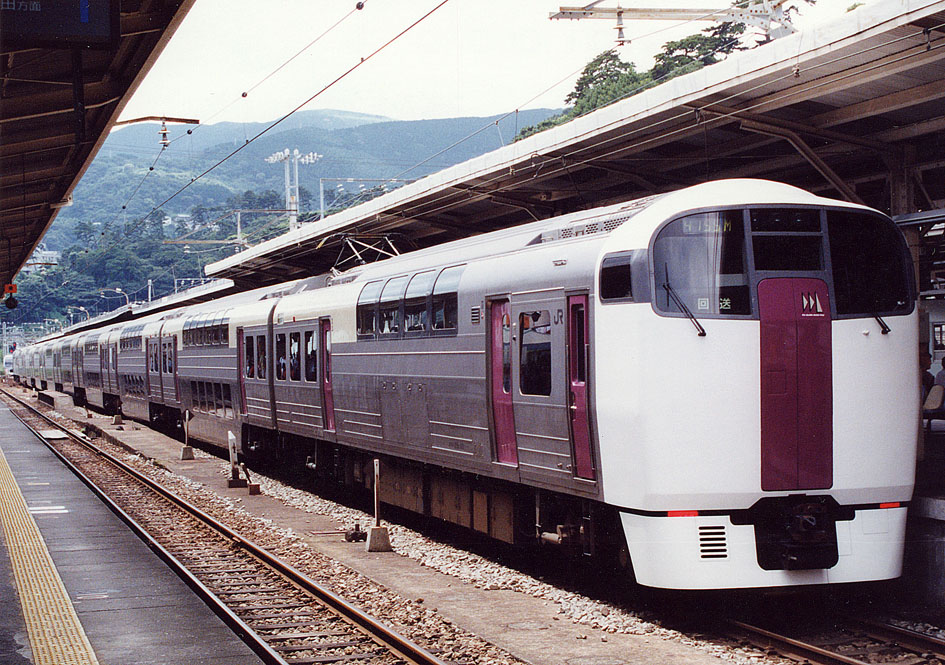
東海道線で運用される215系電車（1992年頃 熱海駅）

快速「アクティー」での当系列の運用は、各車両片側2ドアなどの車体の構造上の問題や、15両編成が主体の東海道線内では比較的短い部類の10両編成となる編成上の問題などで各停車駅での乗降に時間がかかり、遅延が目立つようになった。そのため、2001年12月1日のダイヤ改正をもって快速「アクティー」の運用から撤退した。その後同改正から運行を開始した湘南新宿ラインに運用の場を移し、日中の横須賀線横須賀駅 - 新宿駅間系統の普通列車・土休日の東海道本線小田原駅 - 新宿駅間の快速列車の一部に充当された。
| ホリデー快速ビューやまなしでの運用（2019年 大月駅） |  | 湘南ライナーでの運用（2021年 二宮駅 - 大磯駅間） |
| ホリデー快速ビューやまなしでの運用（2019年 大月駅） |  | 湘南ライナーでの運用（2021年 二宮駅 - 大磯駅間） |

2004年10月16日のダイヤ改正で湘南新宿ラインの使用車両がE231系に統一されたことから運用から外れ、定期運用は平日の「湘南ライナー」・「おはようライナー新宿」・「ホームライナー小田原」のみとなった。
2013年（平成25年）3月16日のダイヤ改正で田町車両センターが東京総合車両センター田町センターに改組のうえ車両無配置化されたことに伴い、全車両が国府津車両センターに転属した。
本系列で運用されていた臨時快速列車「ホリデー快速ビューやまなし」は、2020年（令和2年）11月29日の運行を最後に設定がなくなった。
2021年（令和3年）3月13日のダイヤ改正で「湘南ライナー」・「おはようライナー新宿」・「ホームライナー小田原」が特急化され、車両もE257系2000番台・2500番台に統一されたため、本系列は前日の3月12日を以て全ての定期運用を終了した。
その後はNL-1・NL-2編成が長野総合車両センター、NL-3・NL-4編成が盛岡車両センター青森改造基地（旧：青森車両センター）へ廃車回送され、2021年5月22日付でNL-3編成、同年5月26日付でNL-4編成、同年10月21日付でNL-1編成が、2022年1月3日付でNL-2編成がそれぞれ廃車され形式消滅となった。
廃車後は全車両が解体され現存しない。